# Røysane
Røysane (norwegisch für Steinhaufen) ist eine Gruppe von Felsvorsprüngen im ostantarktischen Königin-Maud-Land. Im Gebirge Sør Rondane ragen sie 6 km südöstlich des Nils Larsenfjellet auf.
Norwegische Kartografen, die auch die deskriptive Benennung vornahmen, kartierten die Gruppe 1957 anhand von Luftaufnahmen der US-amerikanischen Operation Highjump (1946–1947).